# Grad Petersberg, Breže
Ruševine gradu Petersberg so ostanki gradu na istoimenskem hribu nad mestom Breže (Friesach). Mesto Breže leži ob reki Metnitz na Koroškem v Avstriji.

## Zgodovina
Mesto se prvič pisno omenja leta 860, ko je kralj Ludvik Nemški salzburškemu nadškofu Adalvinu dodelil pristavo v Brežah (Hof in Friesach).
V investiturnem boju ga je prevzela stranka salzburškega nadškofa Gebharda za papeža Gregorja VII. Grad je bil zgrajen okoli 1076 na Petrovi gori (Petersberg) v Brežah za cesarja Henrika IV., ko je bila pot čez alpske prelaze zaprta.
Medtem ko je bilo območje okoli gradu v tistem času v lasti krških škofov in koroških vojvod, je ostal grad verjetno vedno v lasti Salzburga. 1123/24 se je grad uspešno branil pred koroškim vojvodom Engelbertom II. Spanheimskim.
Leta 1124 so bile Breže vrnjene v last Salzburga. Nadškof Konrad Ebersberški je velikodušno razširil grad. Okoli leta 1140 je ob gradu nastala in je še vedno Rupertova kapela. Grad je bil drugotno prebivališče salzburške nadškofije in so ga uporabljali kot zatočišče med vojaškimi spopadi.
Leta 1149 je po vrnitvi z druge križarske vojne v gradu bival kralj Konrad III.  Cesar Friderik I. Barbarossa je grad zasedal leta 1170, ko je bil nadškof Adalbert III. Češki sprejet pri papežu Aleksandru III. Leta 1192 je kralj Rihard I. Levjesrčni na svojem pohodu v Anglijo prišel tudi v Breže.
V bitki med salzburškim nadškofom Rudolfom von Hoheneckom in vojvodom Albrehtom I. se je grad leta 1292 uspešno branil pred vojvodovo vojsko.
Ob spopadih med cesarjem Friderikom III. in madžarskim kraljem Matijo Korvinom so madžarski vojaki med letoma 1479 do 1490 zasedali grad.
Od leta 1495 je salzburški nadškof Leonhard von Keutschach grad posodobil in mestni utrdbi dal današnjo podobo.
Vojaško nepomemben grad je leta 1673 uničil požar. Nato je bil opuščen in je propadel.

## Zasnova
Nad območjem prevladuje šestnadstropen bergfrid, ki je bil zgrajen okoli leta 1200 in bil obnovljen po delnem razpadu od poznega 19. stoletja. V njem je bila veličastna kapela (Rupertova kapela). Danes je muzej mesta Breže. Tik ob njem pa so ostanki še starejše kapele (Gebhards- ali Konradova kapela).
Od zgradbi je spodnja pristava zaprta, stavba gradu na južni strani dvorišča je dobro ohranjena. Dolga trinadstropna stavba z arkadami spredaj je iz 16. stoletja; danes je v njej restavracija. Ruševine na zahodni in severni strani spodnje pristave so bile nekdaj reprezentativne zgradbe iz 13. in 15. stoletja (palača Eberharda II., Leonhardsbau).
Na zahodu je zgornja pristava, veliko tlakovano območje, ki se razteza vse do skalnate stene na najvišji točki Petrove gore. Na severu in jugu zgornje pristave je polstolp. Glavni vhod v trdnjavo je bil z zahoda, s severa pa v zgornjo pristavo; del nekdanjih vrat je še vedno ohranjen.

### Galerija slik (ruševin) gradu
- Stolp gradu Petersberg v Brežah
- Romanski bergfrid nadškofa Konrada I. (1124–1130); grajske ruševine v Petersbergu, Breže.
- Ruševine utrdbe gradu Petersberg s severnim stolpom, Breže.
- Risba ruševin Petersberškega gradu, Breže; Richard Carl Wagner (1882 - 1945)
- Breže (Koroška): Grad Petersberg: arkadno pročelje na severni strani stavbe grajske uprave, zadaj bergfried.
- Ruševine gradu Petersberg in Petrove cerkve, Breže
- Vzhodni pogled na severni stolp ruševin gradu Petersberg, Breže.
- 8. vrata